# Cordia bordasii
Cordia bordasii är en strävbladig växtart som beskrevs av A. Schinini. Cordia bordasii ingår i släktet Cordia, och familjen strävbladiga växter. Inga underarter finns listade i Catalogue of Life.